# ICC-profil
 For alternative betydninger, se Profil.
En ICC-profil eller ICC-farveprofil er en farvestyringsprofil, som bl.a. benyttes  til farvefotografering (analog og digital), billedbehandling, print af billeder, trykkerivirksomhed etc.
Eksempler på ICC-profilnavne:
- Adobe RGB – profil egnet til udveksling med Adobe programmer
- CMYK – "generisk" profil
- ProPhoto RGB – profil udviklet af Kodak, større farveområde end RGB og sRGB
- RGB – "generisk" profil
- sRGB – mest almindelige "generiske" profil i digitalkameraer

| Fotografi | Spire Denne artikel om fotografi er en spire som bør udbygges. Du er velkommen til at hjælpe Wikipedia ved at udvide den. |